# Maymena roca
Espèce
Maymena roca est une espèce d'araignées aranéomorphes de la famille des Mysmenidae.

## Distribution
Cette espèce est endémique du Pérou.

## Publication originale
- Baert, 1990 : Mysmenidae (Araneae) from Peru. Bulletin de l'Institut Royal des Sciences Naturelles de Belgique, vol. 60, p. 5-18.